# Шестаки (Кемеровская область)
Шестаки́ — деревня в Беловском районе Кемеровской области. Входит в состав Старобачатского сельского поселения.

## География
Центральная часть населённого пункта расположена на высоте 246 м над уровнем моря.

## Население
| 2010 |
| ---- |
| 274  |

### Половой состав
По данным Всероссийской переписи населения 2010 года, в деревне Шестаки проживало 274 человека (139 мужчин, 135 женщин).